# Торилон острівний
Торило́н острівний (Anairetes fernandezianus) — вид горобцеподібних птахів родини тиранових (Tyrannidae). Ендемік Чилі.

## Опис
Довжина птаха становить 13 см. Верхня частина тіла попелясто-сіра. Голова чорна, пера на голові формують чуб. Нижня частина тіла білувата, сильно поцяткована чорними смужками. У самиць чуб менший, ніж у самців.

## Поширення і екологія
Острівні торилони є ендеміками острова Робінзона Крузо в архіпелазі Хуан-Фернандес. Вони живуть в різноманітних лісових масивах по всьому острову, в сухих тропічних лісах, рідколіссях і чагарникових заростях, в парках і садах. Живляться комахами.

## Збереження
Через обмежений ареал і невелику популяцію МСОП класифікує стан збереження цього виду як близький до загрозливого. У 1980-х роках популяція острівних торилонів становила приблизно 5000 птахів. Їм загрожує хижацтво з боку інтродукованих кішок.